# Jean III de Glymes
Ne doit pas être confondu avec Jean III de Glymes (1360-1428).
Jean III de Glymes (né en 1452 - mort à Bruxelles en 1532), comte de Berghes et bailli de Namur, fut un haut dignitaire du Saint Empire.

## Biographie
Fils du comte Jean II de Glymes et de Marguerite de Rouvroy, il était l'héritier désigné de la seigneurie de Bergen op Zoom. Il prit la succession en 1494 sous le titre de Jean III. Comme son père, il fut un haut dignitaire du Saint Empire : premier chambellan de la cour de Bourgogne sous Philippe le Beau, l’empereur Maximilien Ier et Charles Quint. Il fut chevalier de l’Ordre de la Toison d'or (et même plus tard doyen de l'ordre) et fut envoyé en Angleterre en 1508 pour arranger le mariage de Marie Tudor. Il fut en outre conseiller de Marguerite d'Autriche, puis de empereur Maximilien Ier et de Charles Quint, et correspondait avec Henri VIII et ses chanceliers (Thomas More et Thomas Wolsey), ainsi qu'avec Érasme.
Il était président de la Chambre impériale et fut l'exécuteur testamentaire de Marguerite d'Autriche.
Jean III épousa Adrienne de Brimeu en 1487. Ils eurent pour enfants :
- Jean de Glymes et de Berghes (1489-1514)
- Anne de Glymes et de Berghes (1492-1541)
- Adrienne de Berghes (1495-1524), qui épousera Philippe Ier de Nassau
- Philippe de Glymes (1498-1525)
- Antoine de Berghes (1500-1541)

## Source

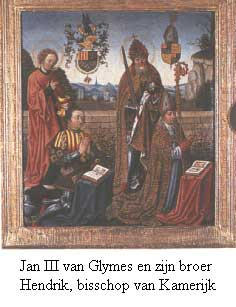
Jean III et son frère l'évêque de Cambrai Henri de Berghes.

- (nl) Cet article est partiellement ou en totalité issu de l’article de Wikipédia en néerlandais intitulé « Jan III van Glymes » (voir la liste des auteurs).